# Uduba taralily
Uduba taralily is een spinnensoort uit de familie Udubidae. De soort komt voor in Madagaskar.